# Телков
Телков (њем. Thelkow) општина је у њемачкој савезној држави Мекленбург-Западна Померанија. Једно је од 59 општинских средишта округа Бад Доберан. Према процјени из 2010. у општини је живјело 477 становника. Посједује регионалну шифру (AGS) 13051078.

## Географски и демографски подаци
Телков се налази у савезној држави Мекленбург-Западна Померанија у округу Бад Доберан. Општина се налази на надморској висини од 44 метра. Површина општине износи 25,8 km². У самом мјесту је, према процјени из 2010. године, живјело 477 становника. Просјечна густина становништва износи 19 становника/km².